# Äquität (Biodiversität)
Die Äquität (englisch „species evenness“ oder „species equitability“, auch Ausgewogenheit der Arten oder Artengleichheit) ist ein Maß, das zur Charakterisierung der Biodiversität eingesetzt werden kann. Als Ungleichverteilungsmaß drückt die Äquität aus, wie häufig bzw. selten Individuen einer Art in einem bestimmten Biotop vorkommen, bezogen auf die Zahl der Individuen der anderen in diesem Biotop vorkommenden Arten. Je höher die Äquität, desto ausgewogener sind die Individuenzahlen zwischen den Arten verteilt.
Die Ausgewogenheit der Arten ist zusätzlich zur Artenvielfalt ein wichtiges Kriterium zur Beurteilung der Gefährdung der Arten eines Lebensraums. Oft sinkt nämlich die Äquität, da starke Belastungen des Lebensraums (Umweltverschmutzung, Habitatfragmentierung) dazu führen, dass das Artenspektrum zusehends durch wenige resistente (oder euryöke) Arten dominiert wird.

## Beispiel
Wenn es in einem Biotop nur zwei Arten gibt, und zwar Füchse und Hunde, dann wäre bei 40 Füchsen und 1.000 Hunden nur eine geringe Äquität gegeben. Wenn aber 40 Hunde und 42 Füchse vorhanden sind, wäre die Äquität sehr hoch. Wenn in einem Biotop zehn Arten vorkommen und insgesamt 100 Individuen gezählt werden, wäre die maximale Äquität bei je zehn Individuen jeder Art erreicht. Hingegen wäre die minimale Äquität bei 91 Individuen einer Art und je einem Individuum der restlichen neun Arten gegeben.
Die umfassendste Darstellung der Äquität bietet eine logarithmische Darstellung der Zahl der Individuen über dem Rang ihrer Häufigkeit. Daneben existieren mehrere Ansätze, mit denen Äquität als eine einzelne, normalisierte Zahl ausgedrückt wird. In dieser Form fließt die Evenness in den Shannon-Index ein.